# Salzhaff

Das Salzhaff im Nordosten der Mecklenburger Bucht

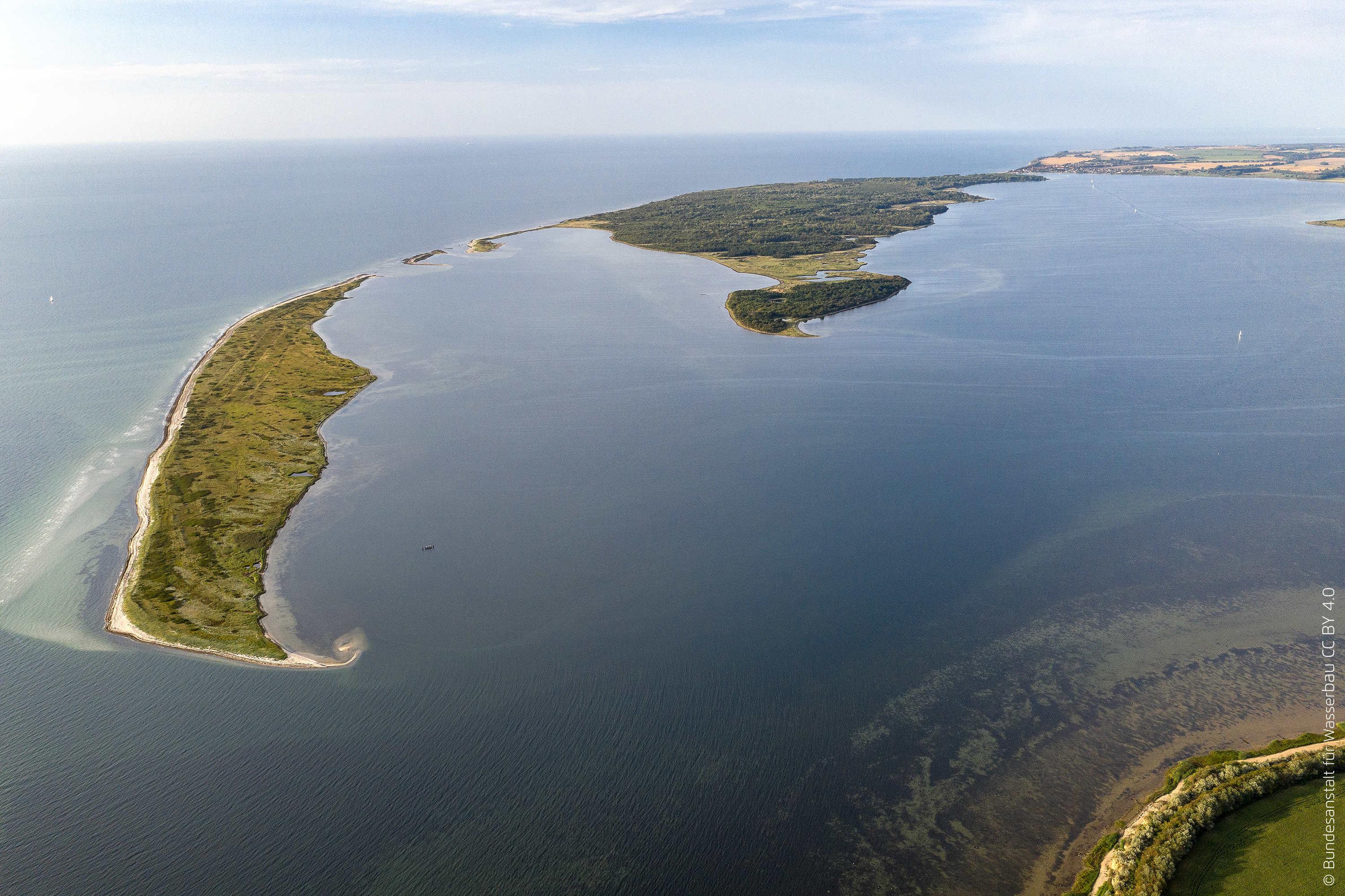
Blick von Süden über das Salzhaff, im Hintergrund die Ostsee, links die Insel Kieler Ort, Bildmitte die Halbinsel Wustrow, rechts oben die Stadt Rerik

Das Salzhaff ist ein durch die Nehrung der Halbinsel Wustrow und der Halbinsel Boiensdorfer Werder von der Ostsee fast abgetrennter Teil der Mecklenburger Bucht. Es befindet sich südlich der Stadt Rerik in Mecklenburg-Vorpommern und nordöstlich der Insel Poel im mittleren Mecklenburg. Der Hellbach mündet in das Salzhaff.
Die Halbinsel Wustrow wurde bis zum Abzug der Sowjetarmee Anfang der 1990er Jahre militärisch genutzt; die im westlichen Teil des Salzhaffs liegende Nebenbucht Kroy und die vorgelagerte Sandinsel Kieler Ort stehen unter Naturschutz. Das Salzhaff ist eine beliebte Urlaubs- und Erholungsregion. Das flache Gewässer eignet sich als Einstiegsrevier für Segler und Surfer.
Das Salzhaff verfügt über artenreiche Salzwiesen, die aufgrund regelmäßiger Überflutungen entstanden. Diese Salzwiesen dienen ebenfalls als botanisches Schutzgebiet zur Erhaltung der Pflanzen. Zudem sind hier viele Wasservogelarten beheimatet.
Die Salzhaffregion kommt nach Berechnungen des Deutschen Wetterdienstes (DWD) mit insgesamt 1694 Sonnenstunden pro Jahr auf eine mittlere Sonnenscheindauer.
Der Salzgehalt des Brackwassers der Salzhaffregion beträgt 12 Promille, wobei innere Gewässer in der Regel einen deutlich geringeren Salzgehalt aufweisen. Es erfolgt jedoch ein kontinuierlicher Wasseraustausch mit der Ostsee durch eine 9 Meter tiefe Rinne. Diese liegt zwischen Kieler Ort und dem Boiensdorfer Werder. Auch wird dem Salzhaff durch andere Zuläufe nur wenig Süßwasser zugeführt. Dieser Besonderheit verdankt das Salzhaff seinen Namen und sie ist die Hauptursache für die dort bestehende Tier- und Pflanzenwelt.